# NGC 25
NGC 25 је елиптична галаксија у сазвежђу Феникс која се налази на NGC листи објеката дубоког неба.
Деклинација објекта је - 57° 1' 13" а ректасцензија 0h 9m 59,3s. Привидна величина (магнитуда) објекта NGC 25 износи 12,6 а фотографска магнитуда 13,6. NGC 25 је још познат и под ознакама ESO 149-19, FAIR 1, AM 0007-571, PGC 706.